# Thierry Bernimoulin
Thierry Bernimoulin (17 januari 1974) is een Belgische handballer. 

## Levensloop
Bernimoulin speelde handbal bij onder andere Handbalclub Tongeren en Kreasa Houthalen. Vroeger speelde hij ook voor de nationale ploeg.
In 2011 werd hij door de Hasseltse correctionele rechtbank veroordeeld tot een schadevergoeding aan Siniša Milaković wegens onopzettelijke slagen naar aanleiding van een elleboogstoot tijdens een match tussen zijn toenmalige club Kreasa Houthalen en KTSV Eupen in november 2006.